# Giovanni Bardi
Pour les articles homonymes, voir Bardi (homonymie).

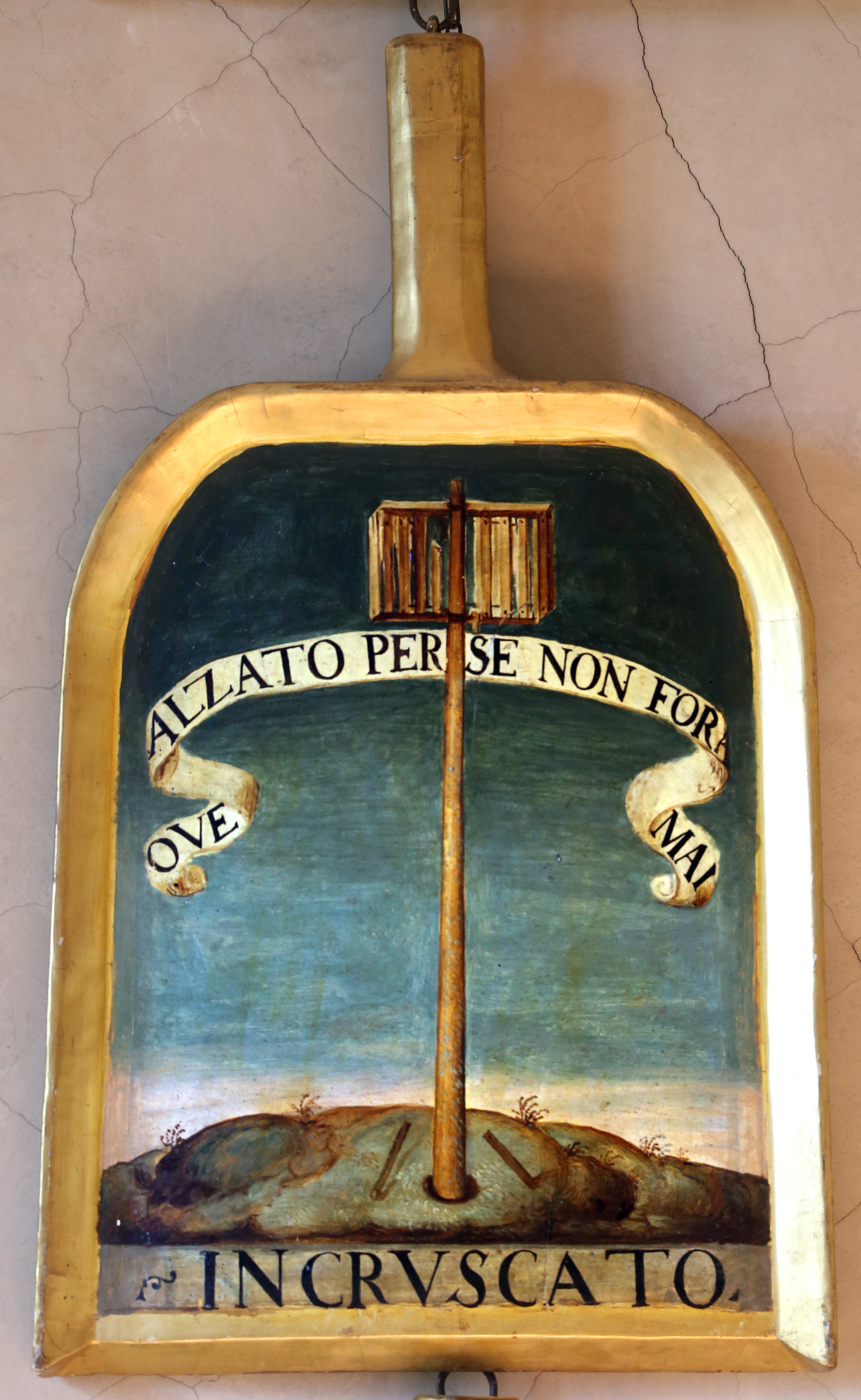
Pelle de Giovanni de' Bardi (Incruscato) à l'Accademia della Crusca

Giovanni Bardi ou Giovanni de' Bardi comte de Vernio, (né le 5 février 1534 à Florence et mort en septembre 1612) est un écrivain, compositeur et critique d'art italien de la Renaissance, et promoteur de la Camerata fiorentina.Il s'est illustré comme mécène dans le « recitar cantando », à l'origine d'un style musical né des tentatives de résurrection de la tragédie grecque et finalement précurseur de l'opéra.

## Biographie
Appartenant à la branche de Vernio de la célèbre famille Bardi, Giovanni Bardi étudie la langue latine, la langue grecque et la composition musicale, tout en s'engageant pendant ses années de jeunesse dans des campagnes militaires. Sous le grand-duc Cosme Ier de Toscane, il combattit contre Sienne et plus tard lors du siège de Malte (1565) contre les Turcs. Ayant atteint le grade de capitaine, il participe à côté de Maximilien II à la victoire sur les Turcs en Hongrie.
Quand les campagnes militaires le lui permettaient il assumait un rôle de mécène de la musique et les arts surtout à Florence.
Intime de Francesco de'Medici, le grand-duc de Toscane, il s'installe à Rome en 1592 quelque temps après la mort de ce dernier. il devient maestro da camera du pape Clément VIII

### Musique et théâtre
Bardi est surtout célèbre pour être l'hôte, mécène et source d'inspiration du groupe des théoriciens de la musique, les compositeurs et les érudits qui compose la Camerata fiorentina, un groupe qui a tenté de rétablir l'effet esthétique de la musique grecque antique dans la pratique contemporaine. Ce groupe comprenait Vincenzo Galilei (le père de l'astronome Galileo), Giulio Caccini et Pierre Strozzi a tiré son inspiration des conseils de Girolamo Mei, un érudit spécialisé dans le théâtre grec antique et dans son étude envisagée d'un point de vue musical (bien qu'il n'en reste à peu près rien en matière de musique notée). Le résultat de cette association est l'invention de la monodie accompagnée et peu après de l'opéra. En outre, les innovations apportées à la musique par la Camerata sous la direction de Bardi ont été une des caractéristiques de la Musique Baroque.
Bien qu'il fût aussi un compositeur, seulement quelques madrigaux lui survivent. Il n'y a aucun document qui prouve qu'il se soit essayé lui-même à la nouvelle monodie. Bardi avait aussi écrit ou fait représenter des pièces pour divers intermedi (intermèdes) à Florence, des divertissements populaires qui étaient disposés entre les actes des drames parlés, et qui incluaient épisodes chantés, danses et mimes. Il a également écrit des pièces de théâtre. Pour certaines desquelles il a également fourni les intermèdes.
Vincenzo Galilei avait une grande estime pour Bardi auquel il a consacré son célèbre « Dialogo della musica antica et della moderna » . Dans le Dialogo, Galilei tourne le dos à la polyphonie, fait l'éloge de la monodie et exprime le souhait que soit rétablie la pratique musicale (supposée...) de la Grèce antique ; la musique contemporaine qu'il estime corrompue et incompréhensible serait remplacée par une version supposée idéale de la musique de l'époque antique. Le concile de Trente de la Contre-Réforme venait de se conclure en tempérant les pratiques polyphoniques de l'époque, non pour des raisons esthétiques, mais parce que le texte chanté passait au second plan, étant souvent devenu trop difficile sinon impossible à comprendre.
L'amico fido, opéra de Giovanni Bardi, mise en scène par Bernardo Buontalenti  est jouée en 1586 dans le Salone degli Uffizi, à l'occasion du mariage de Virginia de' Medici et Cesare d'Este.

### Calcio florentin
Giovanni Bardi a aussi rédigé les règles en vigueur de son époque du Calcio florentin (1580). Le règlement compte 33 chapitres (Capitoli), et constitue encore aujourd'hui la base des règles du jeu moderne. Pour ce travail, il a été défini par l'historien Giulio Dati comme le Lycurgue di sì fatta pugna (d'un combat si bien établi ?).

## Sources
- (it) Cet article est partiellement ou en totalité issu de l’article de Wikipédia en italien intitulé « Giovanni Bardi » (voir la liste des auteurs).